# Oxycerini
Tribu
Les Oxycerini sont une tribu d'insectes diptères brachycères de la famille des Stratiomyidae et de la sous-famille des Stratiomyinae.

## Liste des genres
- Caloparyphus James, 1939
- Dicorymbimyia Woodley, 2001
- Euparyphus Gerstaecker, 1857
- Glariopsis Lindner, 1935
- Glaris Kertesz, 1923
- Hermionella Pleske, 1925
- Oxycera Meigen, 1803
- Pachyptilum Lindner, 1969
- Peritta Becker, 1906
- Stuckenbergiola Lindner, 1965
- Vanoyia Villeneuve, 1908